# (1236) Thaïs
(1236) Thaïs est un astéroïde de la ceinture principale découvert le 6 novembre 1931 par l'astronome russe Grigori Neujmin.

## Historique
Le lieu de découverte, par l'astronome russe Grigori Neujmin, est Simeis (094).
Sa désignation provisoire, lors de sa découverte le 6 novembre 1931, était 1931 VX.

## Caractéristiques
Sa distance minimale d'intersection de l'orbite terrestre est de 0,870 786 ua.